# Groom (Texas)
Groom é uma cidade  localizada no estado norte-americano do Texas, no Condado de Carson.

## Demografia
Segundo o censo norte-americano de 2000, a sua população era de 587 habitantes.
Em 2006, foi estimada uma população de 588, um aumento de 1 (0.2%).

## Geografia
De acordo com o United States Census Bureau tem uma área de
2,0 km², dos quais 2,0 km² cobertos por terra e 0,0 km² cobertos por água. Groom localiza-se a aproximadamente 992 m acima do nível do mar.

## Localidades na vizinhança
O diagrama seguinte representa as localidades num raio de 36 km ao redor de Groom.